# Чуянов Олексій Семенович
Олексій Семенович Чуянов (30 березня 1905, місто Темрюк Кубанської області, тепер Московської області, Російська Федерація — 30 листопада 1977, місто Москва, РРФСР) — радянський партійний діяч, 1-й секретар Сталінградського обкому ВКП(б). Кандидат у члени ЦК ВКП(б) (1939—1952). Депутат Верховної Ради СРСР 1—2-го скликань (1941—1950).

## Біографія
Народився в багатодітній родині вантажника (майстра). У травні 1918 — травні 1919 року — селянин в сільському господарстві батька в Темрюці. У травні — жовтні 1919 року — пастух хутора Шведченко станиці Варениківська Темрюцького району Кубанської області. У жовтні 1919 — березні 1920 року — селянин в сільському господарстві батька в Темрюці.
У березні — вересні 1920 року — робітник-човняр рибного промислу тресту «Головриба» станиці Ахтанізовська Темрюцького району Кубанської області. У вересні 1920 — березні 1921 року — селянин в сільському господарстві батька в Темрюці.
У березні 1921 — вересні 1922 року — робітник-коптильник рибного промислу тресту «Головриба» Кубанської області. У 1922 році вступив до комсомолу.
У вересні 1922 — березні 1923 року — робітник на хуторі Одудова станиці Ново-Титорівська Темрюцького району Кубанської області.
У березні 1923 — грудні 1924 року — завідувач агітаційно-пропагандистського відділу Темрюцького районного комітету ВЛКСМ Кубанського округу. У грудні 1924 — березні 1925 року — завідувач агітаційно-пропагандистського відділу Канівського районного комітету ВЛКСМ Кубанського округу.
У березні 1925 — вересні 1926 року — секретар Усть-Лабінського районного комітету ВЛКСМ Кубанського округу.
Член ВКП(б) з вересня 1925 року.
У вересні 1926 — травні 1927 року — секретар Корєновського районного комітету ВЛКСМ Кубанського округу.
У травні 1927 — жовтні 1928 року — завідувач економічного і шкільного відділами Кубанського окружного комітету ВЛКСМ.
У жовтні 1928 — вересні 1929 року — заступник завідувача організаційного відділу Кубанської окружної ради профспілок.
У вересні 1929 — вересні 1931 року — студент Московського механічного інституту імені Ломоносова. У вересні 1931 — березні 1934 року — студент Московського хіміко-технологічного інституту м'ясної промисловості, інженер-механік.
У березні 1934 — вересні 1936 року — інженер-механік московського тресту «Мясохолодбуд».
У вересні 1936 — вересні 1937 року — аспірант Московського хіміко-технологічного інституту м'ясної промисловості.
У жовтні 1937 — червні 1938 року — інструктор відділу керівних партійних працівників ЦК ВКП(б).
З 22 червня 1938 року — в.о. 1-го секретаря Сталінградського обласного комітету ВКП(б). 4 серпня 1938 — 6 грудня 1946 року — 1-й секретар Сталінградського обласного і міського комітетів ВКП(б). У 1941—1943 роках — голова Сталінградського міського комітету оборони.
12 липня — 28 вересня 1942 року — член Військової Ради Сталінградського фронту. 28 вересня 1942 — 1 січня 1943 року — член Військової Ради Донського фронту. 1 січня — 20 жовтня 1943 року — член Військової Ради Південного фронту.
У листопаді 1946 — лютому 1947 року — заступник начальника, у лютому 1947 — липні 1950 року — начальник Головного управління у справах промислово-споживчої кооперації при Раді Міністрів СРСР, член Бюро з торгівлі і легкої промисловості при Раді Міністрів СРСР. У липні — листопаді 1950 року — член бюро і президії Центральної ради промислової кооперації СРСР.
У квітні 1951 — серпні 1955 року — головний інженер Московського м'ясокомбінату імені Мікояна.
У липні 1955 — березні 1960 року — головний інспектор м'ясо-молочної промисловості Державного комітету РМ СРСР з питань праці і заробітної плати.
З березня 1960 року — персональний пенсіонер союзного значення в Москві.
Похований на Мамаєвому кургані міста Волгограда.

## Нагороди
- орден Леніна (.02.1942)
- орден Жовтневої Революції (28.03.1975)
- орден Трудового Червоного Прапора
- медаль «За оборону Сталінграда»
- медаль «За перемогу над Німеччиною у Великій Вітчизняній війні 1941—1945 рр.»
- медалі
- Почесний громадянин міста-героя Волгограда (4.05.1970)